# Шлея
Шлея́, Шлейка, Хомутина, Широкий ошейник — часть конской упряжи:
- часть сбруи в виде ремня, идущего от хомута вокруг туловища лошади и скрепленного поперечными ремнями, идущими через спину;
- разновидность широких лямок, заменяющих хомут в шорах (шорной упряжи[2]);
- широкий ремень, охватывающий грудь лошади и заправленный под подпругу.

Удерживает хомут в нужном положении при спуске лошади, а также при остановке, при этом лошадь упирает в шлею ягодицами. Шлея или лямка, употребляемая в Сибири при упряжи собак — Алик или Алак.

## Состав
Состоит из нескольких ремней:
- продольный наспинный ремень — прикреплён гортом, оканчивается на крупе розеткой;
- широкий ободовый ремень — обхватывающего лошадь с боков и вокруг бёдер, концами пристегивается к гортам хомута;
- два — три поперечных ремня — соединяют продольный и ободовый ремень;
- два мочковых ремня — пристёгиваются к оглоблям[3].

В зависимости от материала и количества подвижных соединений, шлея может быть разных видов: артиллерийская, обозная, городская русская, парная, ломовая и деревенская.